# Matthias Krell
Matthias Krell (* 26. Oktober 1959 in Kirchen (Sieg)) ist ein deutscher Politiker (SPD) und war von 2006 bis 2011 Mitglied des Rheinland-Pfälzischen Landtages.

## Ausbildung, Beruf und Familie
Nach dem Erwerb der Mittleren Reife machte Krell von 1978 bis 1981 eine Ausbildung zum Krankenpfleger. Anschließend leistete er seinen Zivildienst. Von 1982 bis 1986 arbeitete er schließlich in seinem erlernten Beruf, bevor er 1987 begann sein Abitur an einem Abendgymnasium nachzuholen. Im Anschluss daran studierte er von 1990 bis 1995 Deutsch und Geschichte für das Lehramt in den Sekundarstufen I und II an der Universität Siegen. 
Nach dem Ersten Staatsexamen arbeitet Krell von 1996 bis 1999 als Wissenschaftlicher Mitarbeiter und promovierte. Bis 2006 war Krell anschließend Dozent an der Universität Siegen. Später war er als Referatsleiter der Landeszentrale für politische Bildung Rheinland-Pfalz tätig. Seit 2014 ist er Geschäftsführer der Landeszentrale für Gesundheitsförderung in Rheinland-Pfalz.
Krell ist verheiratet und hat zwei Kinder.

## Politik
Krell ist seit 1991 SPD-Mitglied. 1999 wurde er sowohl in den Kreistag Altenkirchen (Westerwald) als auch in den Stadtrat Betzdorf gewählt. Er war von 2005 bis September 2010 Vorsitzender des SPD-Kreisverbandes Altenkirchen. Ab dem 18. Mai 2006 war Krell für eine Wahlperiode Abgeordneter des Rheinland-Pfälzischen Landtages, und dort Mitglied des Ausschusses für Wissenschaft, Weiterbildung, Forschung und Kultur sowie des Ausschusses für Gleichstellung und Frauenförderung. 
Krell ist Mitglied des SPD-Ortsvereins Betzdorf-Gebhardshain und des Kreistags Altenkirchen (Stand 2023).